# Glasmuseum Steina

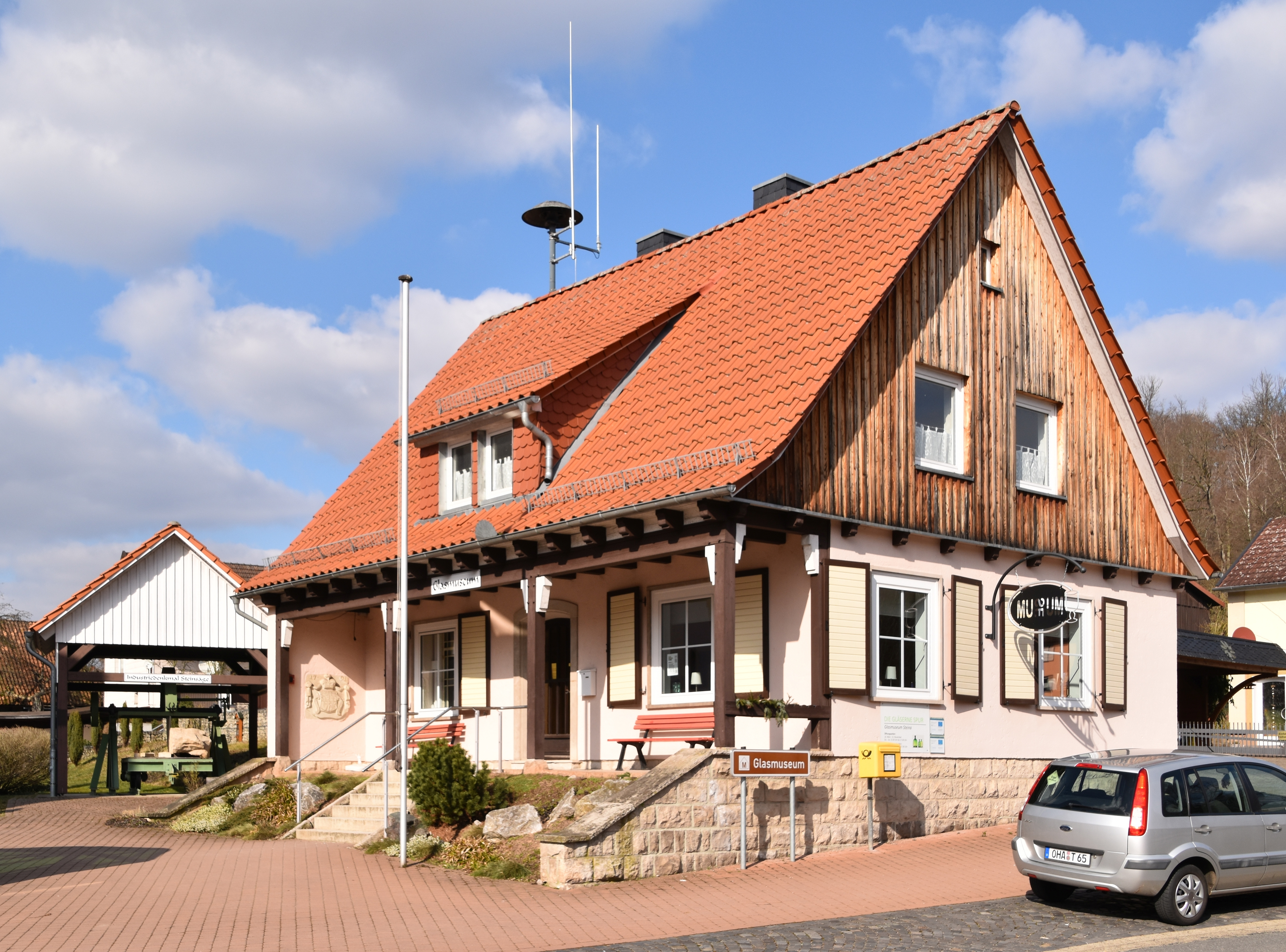
Glasmuseum Steina

Das Glasmuseum Steina befindet sich im ehemaligen Gemeindehaus von Steina, einem Ortsteil von Bad Sachsa im Landkreis Göttingen im südlichen Harz. Träger des Museums ist der 1993 gegründete „Förderverein Glasmuseum Steina e. V.“ Im September 2010 wurde das Glasmuseum umgebaut und barrierefrei ausgestattet.

## Geschichtlicher Hintergrund
Die Zeit der Glasmacher im Harz begann, als sich hier Anfang des 16. Jahrhunderts hessische Glasmacher niederließen. Sämtliche Rohstoffe zur Glasherstellung, wie Quarzsand, Kalkstein, Metalloxide und Holzasche, waren vor Ort vorhanden. Die Gegend um Bad Sachsa entwickelte sich zum regionalen Glasmacherzentrum. Ende des 17. Jahrhunderts waren die meisten Glashütten wieder verschwunden, da Holz bei der Glasproduktion nicht nur zur Erstellung von Pottasche und zum Heizen des Glasofen benötigt wurde, sondern weil der Bergbau und das Hüttenwesen einen ungleich höheren Holzbedarf hatten. Die Folge war, dass die Holzzuweisung durch die Landesherren an die Glashütten zurückging.

## Konzept
Das Museum zeigt, aus welchen Rohstoffen das Glas hergestellt wurde und wo sich die regionalen Rohstoffvorkommen befinden. Die Ausstellung präsentiert „Die Gläserne Spur“ als Geschichte der Glasherstellung, die zurück bis ins Alte Ägypten reicht. Der Schwerpunkt der Exponate liegt in der Epoche der Herstellung von Waldglas im 16. Jahrhundert als der Hochzeit der Glasproduktion im Südharz.